# We Go Up
We Go Up è il terzo EP della boy band cinese-sudcoreana NCT Dream, pubblicato nel 2018.

## Tracce
1. We Go Up – 3:03
2. 1, 2, 3 – 3:01
3. Beautiful Time (너와 나; Neowa Na) – 3:27
4. Drippin' – 3:17
5. Dear Dream – 3:09
6. We Go Up (Chinese version) (青春接力; Qīngchūn Jiēlì) – 3:03